# Сен-Мартен (остров)
Сен-Марте́н (фр. Saint-Martin), или Синт-Ма́ртен (нидерл. Sint Maarten) (остров Святого Мартина) — остров в Карибском море в северной части гряды Малых Антильских островов. Является самым малым в мире обитаемым островом, одновременно входящим в состав двух государств. Северная часть острова — заморская община Франции Сен-Мартен, южная — самоуправляемое государство со значительной автономией (status aparte) Синт-Мартен Королевства Нидерландов.
Административный центр нидерландской части острова — город Филипсбург, французской — город Мариго.

## Этимология
Название «Сент-Мартин» острову дали англичане в честь святого Мартина Турского. Местные жители называют его Нарикель Джинджира, что означает «Кокосовый остров».

## География

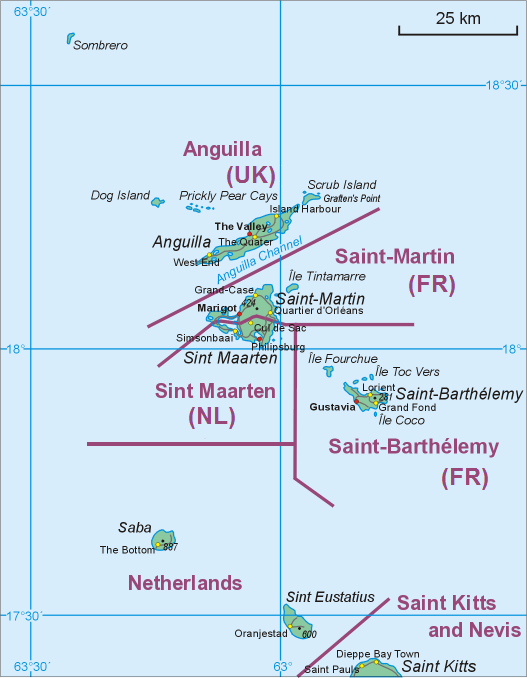
Местонахождение острова Сен-Мартен в северной части гряды Малых Карибских островов

Остров Сен-Мартен.

Площадь острова составляет 87 км² (в том числе нидерландской части острова — 34 км², французской — 53 км²). На острове представлены две системы холмов. Высшая точка — гора Пик-Парадиз (424 м) во французской части острова. Рельеф острова холмистый, возвышенности покрыты зеленью и лесами.

### Климат
Остров имеет тропический морской климат. С апреля по ноябрь на острове довольно влажно. Льют частые дожди, но они, как правило, кратковременны. Постоянно дующие пассаты сбивают ощущение сильной влажности, благодаря чему влажный и жаркий период, который бывает с апреля по ноябрь, не так сильно ощущается. 
В зимнее время температура воздуха снижается и стоит на отметке в среднем 28—29° тепла днём и 22—23° тепла ночью. Влажность в зимнее время ощутимо снижается.

## История
До открытия Америки европейцами остров целиком принадлежал аравакам, которые называли его островом Соли в честь главного богатства Сен-Мартена, или Землёй Женщин.
После открытия острова Христофором Колумбом в 1493 году владение араваков было переименовано в Сен-Мартен. 11 ноября — день нанесения острова на карту мира — считается главным его государственным праздником.
В 1620-х годов на острове появились французские колонисты и начали выращивать табак.
В 1631 году голландцы, сочтя остров удобной базой, с несколькими колонистами основали на нём поселение, построив форт Амстердам для защиты от возможных нападений. Первым губернатором стал Ян Класзон ван Кампен.
Вскоре Голландская Вест-Индская компания начала на острове разработку соли.
В 1633 году островом овладели испанцы, закрепившись на нём. В 1644 году испанцы отбили многократно превосходящую числом атаку голландцев под командованием Питера Стёйвезанта.
К моменту окончания Восьмидесятилетней войны остров уже не имел для Испании стратегического значения, поэтому они согласились покинуть его по Мюнстерскому договору.
После ухода испанцев голландцы и французы решили восстановить свои поселения. Однако из-за возникшего конфликта и для предотвращения полноценных боевых действий стороны подписали Договор Конкордии, разделивший остров на две части между Королевством Франция и Республикой Соединённых Провинций.
В 1651—1665 годах остров был одним из владений Мальтийского ордена.
В 1690 году голландцы заняли французскую часть острова.
В 1699—1702 и 1779—1881 годы остров был полностью оккупирован Францией, но после восстанавливалось действие Договора Конкордии.
Французская оккупация 1795—1801 годов сменилась британской.
По решению Венского конгресса действие Договора Конкордии с 1816 года восстановлено. Сегодня этот договор является одним из самых старых соглашений, до сих пор имеющих силу, а территория острова — единственное место, где проходит граница Франции и Нидерландов.

## Население
Население французской части на 2014 год составляло 35 107 человек, нидерландской — 42 083 человек (июль 2017), итого: 77 190 человек.

## Язык
Разговорный язык обеих частей острова — сен-мартенский диалект восточнокарибского англо-креольского языка.
Официальный язык нидерландской части острова — нидерландский. Здесь также распространены английский и испанский языки, а также наречие папиаменто.
На французской стороне официальным языком является французский.

## Экономика

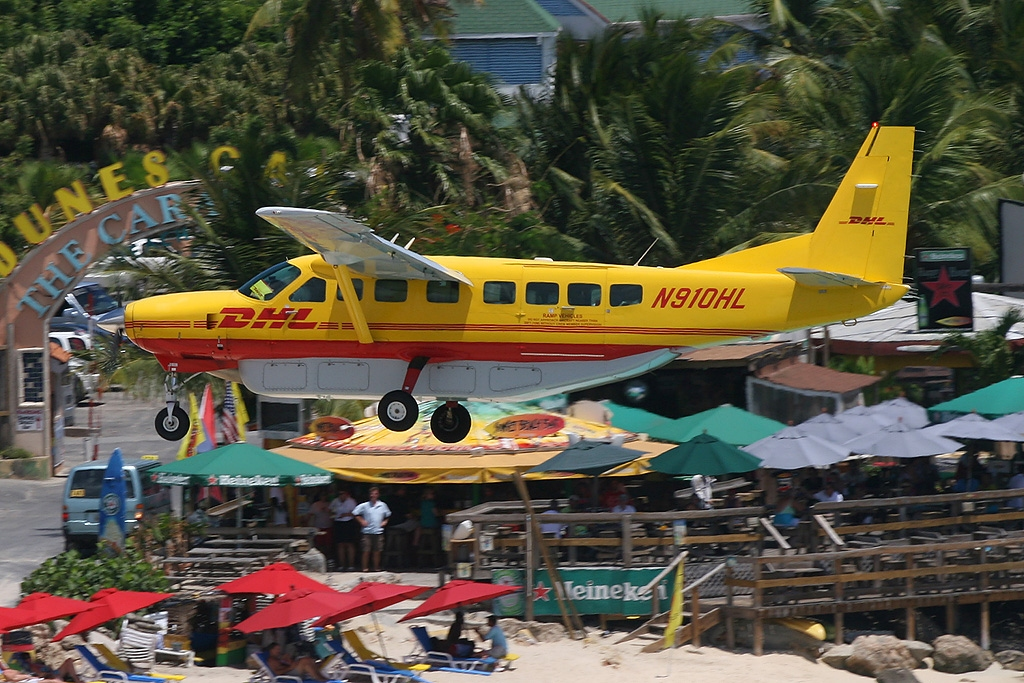
Cessna 208B Grand Caravan, DHL (Air St. Kitts & Nevis) заходит на посадку в аэропорт Принцессы Юлианы

Основой экономики острова является туризм. На острове имеется более 30 пляжей с белоснежным песком, принадлежащих и французской, и нидерландской территориям.
Официальной денежной единицей на голландской стороне является нидерландский антильский гульден, тогда как на французской стороне, как и во всех остальных заморских владениях Франции — евро. Повсеместно принимается американский доллар, кроме того, большинство цен в магазинах на острове указаны в этой валюте. Стоимость жизни аналогична или чуть выше чем в Европе. Кредитные карточки принимаются везде.
Южная, голландская часть острова, является офшорной зоной. Компании, зарегистрированные в голландской части острова и не ведущие бизнеса на острове, освобождены от налогов. Кроме того, отсутствует налог на недвижимое имущество и на доходы от его продажи.
На острове расположен аэропорт Принцессы Юлианы. Торец взлётно-посадочной полосы примыкает к морскому берегу, и самолёты вынуждены садиться буквально над головами туристов, отдыхающих на пляже Махо, тогда как длина полосы составляет всего 2300 метров.